# Флаг этноса выру
Флаг э́тноса вы́ру — флаг народа выру, проживающего в юго-восточной части Эстонии, на границе с Россией и Латвией.

## Общая информация
Флаг народа выру представляет собой зелёное полотнище, на котором изображены 8 белых параллелограммов, расположенных в форме восьмиконечной звезды. Считается, что этот знак приносит удачу и защищает бедных. Восемь сегментов знака символизируют восемь старинных кихелькондов Вырумаа — Урвасте, Канапи, Пылва, Ряпина, Вастселийна, Рыуге, Харгла, Карула. Зелёный цвет полотнища обозначает лес, а белый — честную и чистую душу. Флаг утверждён в результате народного голосования и впервые был вывешен в школе деревни Кяэпа 14 февраля 2013 года.

## История

Неофициальный флаг выру 2004 года

Потребность в флаге народа выру возникла в связи с движением языка и культуры выру, усилившимся в конце 1980-х годов. В 2004 году был предложен вариант флага, который представляет собой жёлто-синий круг на сине-зелёном фоне. Он в то время использовался на некоторых интернет-сайтах. В 2013 году в качестве официального этнического символа был утверждён другой вариант флага.